# 内服薬
内服薬（ないふくやく）とは厚生労働省が定める医薬品、医薬部外品の中で外用薬、注射薬を除いた人体に経口服用させる全ての薬剤の総称である。

## 種類

### 錠剤
薬効成分と器材を混入させ液化し、型に容れた後乾燥させて、個体化させた物。プラスチックのパッケージに入れ、アルミ箔等を密着させた物。アルミ箔のパッケージに入れた嫌光性の物や、瓶詰め、プラスチックボトル、缶詰等で出荷させる。

### 粉剤
薬効成分を溶解等で取り出し、乾燥させた物や、漢方薬と云われる薬草を煎じて煮出した薬効成分を、煮詰めて濃縮された物を細粒にしたりした物を、アルミ箔のパッケージや、紙のパッケージ等に封入して、出荷させる。瓶詰めやプラスチックボトル、缶詰も在るが、服用時に計量が必要となるので、処方薬では医療施設向けのみ、サプリメントと呼ばれる栄養剤が市販される。

### 液剤
薬効成分を器材となる液体に、溶解させた物や、煎じた液体其の物や、シロップに溶解させた物等が在る。

### カプセル封入剤
粉剤と液剤では、経口服用し易くする為や、作用時間の制定の為に、カプセルに容れてあり、錠剤の様に経口服用が出来る様にされている物も存在している。